# تاوتندورف
تاوتندورف (به آلمانی: Tautendorf) یک شهر در آلمان است که در زاله‌هلتسلاند واقع شده‌است. تاوتندورف ۱۵۴ نفر جمعیت دارد.